# Sialang Jaya (Batang Tuaka)
Sialang Jaya is een bestuurslaag in het regentschap Indragiri Hilir van de provincie Riau, Indonesië. Sialang Jaya telt 724 inwoners (volkstelling 2010).